# Кернике, Фридрих
Фридрих Кернике (нем. Friedrich August Körnicke; 29 января 1828, Пратау, — 16 января 1908, Бонн) — немецкий ботаник. С 1859 по 1867 профессор сельскохозяйственной академии в Вальдау. С 1867 профессор в Попельсдорфе, около Бонна.

## Биография
Фридрих Кернике родился в Пратау в Пруссии (ныне в составе Виттенберга, земля Саксония-Анхальт) в семье мелкого землевладельца. В 1847 году окончил гимназию в Виттенберге и продолжил образование в Берлинском университете, где изучал математику, физику, химию, биологию и физиологию человека. Уже в годы учёбы на его успехи в работе над шёнебергским гербарием под руководством Иоганна Фридриха Клоча обратили внимание ботаники Александр Браун и Иоганнес фон Ханштайн, которые стали его наставниками. Совместно с этими учёными Кернике подготовил обзорную работу «Флора Германского таможенного союза и Северной Германии» (нем. Die Vegetation des zollvereinten und nördlichen Deutschlands), вошедшую в статистический сборник 1858 года.
В 1856 году Кернике защитил докторскую диссертацию по семейству Эриокаулоновые. В 1858 году он получил должность хранителя гербария и второго секретаря сельскохозяйственной секции Императорского ботанического сада в Санкт-Петербурге. В мае 1859 года он занял должность преподавателя естественных наук в недавно открытой Сельскохозяйственной академии Вальдау под Кенигсбергом. В конце 1850-х и начале 1860-х годов он всерьёз заинтересовался декоративными и другими культурными растениями, в это время в печати появились его работы о семействе марантовых и о гвоздике китайской, а в соавторстве с Эдуардом Регелем — о декоративной стрелитции Николая. В 1862 году совместно с Робертом Каспари Кернике основал Прусское ботаническое общество и занимался активной популяризацией знаний о растительном мире Восточной Пруссии и Померании.
В 1867 году Кернике женился на Агнес Марии Эльзе Клосс, принесшей ему в браке пятерых детей. В этом же году, после того, как академия в Вальдау была закрыта, он был переведен в Боннско-Поппельсдорфскую сельскохозяйственную академию, став преемником Юлиуса фон Сакса на кафедре ботаники со специализацией на заболеваниях растений. Основным объектом исследований Кернике на этом этапе, однако, стали культурные и окультуренные растения, их происхождение и инфравидовое разнообразие. Для этих исследований им был создан экономико-ботанический сад, где на участках площадью 1 м² выращивались семена многочисленных культур со всего мира. В статье, посвящённой столетию Королевской сельскохозяйственной академии, работа Кернике названа прообразом современных генных банков.

## Вклад в науку
Результаты своих исследований Кернике публиковал в многочисленных мелких заметках и в вышедшем в 1885 году «Учебнике зернового хозяйства» (нем. Handbuch des Getreidebaus, (в соавторстве с Гуго Вернером); работу над своим ботаническим садом он продолжил даже после выхода на пенсию в 1898 году. Со временем благодаря этой работе в мире за Кернике закрепилась репутация специалиста по зерновым культурам, в особенности по пшенице; кроме того, ещё со времени своей докторской диссертации он был известным специалистом по однодольным (в частности по семействам Марантовые и Эриокаулоновые и по роду шафран) и в целом по рейнской флоре. 
С именем Кернике связано открытие Hordeum spontaneum — дикого предшественника культурного ячменя, и полбы дикой — предшественника культурных двухзернянковых пшениц, а также знакомство широкой публики с выведенным незадолго до этого тритикале. Кернике впервые в мире описал ксении (зёрна, отличающиеся по своим характеристикам в связи с генетическими вариациями) кукурузы, что стало одним из факторов, приведших к возобновлению интереса к законам наследственности Менделя. Многие работы Кернике были опубликованы только после смерти его сыном Максом и в 1970-е годы Германом Ульрихом.

## Труды
- «Monographia scripta de Eriocaulaceis» (Берлин, 1856),
- «Die Vegetation des zollvereinten und nördlichen Deutschlands», 1858
- «Monographiae Marantacearum Prodromus» (M. 1859);
- «Monographiae de Rapateaceae» (в журнале «Linnaea», 1872).
- «Eriocaulaceae», 1842/71